# 森川聡子
森川 聡子（もりかわ さとこ）は、日本のアニメーター、キャラクターデザイナー。

## 経歴
大阪府立泉陽高等学校卒業。
過去にテレコム・アニメーションフィルム、日本アニメーションに在籍。

## 参加作品

### テレビアニメ
- 名探偵ホームズ（1984年） - 動画
- 小公女セーラ（1985年） - 原画
- 愛少女ポリアンナ物語（1986年） - 原画
- 愛の若草物語（1987年） - 原画[注 1]
- 小公子セディ（1988年） - 原画[注 2]
- ピーターパンの冒険（1989年） - 原画[注 2]
- 私のあしながおじさん（1990年） - 原画[注 2]
- トラップ一家物語（1991年） - 原画[注 2]
- 大草原の小さな天使 ブッシュベイビー（1992年） - 原画[注 2]
- 若草物語 ナンとジョー先生（1993年） - 原画
- 七つの海のティコ（1994年） - キャラクターデザイン
- ロミオの青い空（1995年） - レイアウトチェック
- 名犬ラッシー（1996年） - キャラクターデザイン・作画監督
- 家なき子レミ（1996年） - 作画監督（共同）
- MASTERキートン（1998-1999） - 作画監督・レイアウト監修・原画[注 3]
- 攻殻機動隊 S.A.C. 2nd GIG（2004年） - 原画
- 電脳コイル（2007年） - 作画監督・原画[注 3][注 4][2]
- 東のエデン（2009年） - キャラクターデザイン・原画[3]
- 戦国BASARA弐（2010年） - 原画
- 翠星のガルガンティア（2013年） - 原画

### OVA
- 翠星のガルガンティア 〜めぐる航路、遥か〜 後編（2015年） - 原画

### テレビ番組
- NHKおとうさんといっしょ内歌アニメ『おねだり侍』（2015年） - キャラクターデザイン[4]
- 日本テレビ系「金曜ロードSHOW!」オープニングアニメ（2018年〜、細田守監督） - キャラクターデザイン・作画[5]

### 劇場アニメ
- アリーテ姫（2001年） - キャラクターデザイン
- メトロポリス（2001年） - 原画[注 3]
- 猫の恩返し（2002年） - キャラクターデザイン・レイアウト[6]
- 東京ゴッドファーザーズ（2003年） - 原画[注 3]
- パプリカ（2006年） - 原画[注 3]
- スカイ・クロラ The Sky Crawlers（2008年） - 原画
- 東のエデン 劇場版I The King of Eden（2009年） - キャラクターデザイン
- 東のエデン 劇場版II Paradise Lost（2010年） - キャラクターデザイン
- Xi AVANT（2011年） - キャラクター原案
- 図書館戦争 革命のつばさ（2012年） - 原画
- 花とアリス殺人事件（2015年） - キャラクター原案・作画協力（CGアニメーション）[2]
- ひるね姫 〜知らないワタシの物語〜（2017年） - キャラクター原案・原画[7]
- メアリと魔女の花（2017年） - 原画
- 未来のミライ（2018年） - 原画
- 劇場版 Fate/Grand Order -神聖円卓領域キャメロット- 前編 Wandering; Agateram（2020年）原画
- サイダーのように言葉が湧き上がる（2021年） - 原画[8][9][10]
- 地球外少年少女（2022年） - 原画

### ゲーム
- 3年B組金八先生 伝説の教壇に立て!（2004年） - キャラクターデザイン・レイアウト